# Countdown X
Countdown X (Originaltitel: The Cape) ist eine US-amerikanische Fernsehserie, die Elemente von Science-Fiction, Action und Abenteuer enthält, und für die Syndikation von 1996 bis 1997 produziert wurde.

## Handlung
Countdown X erzählt die Geschichte ausgewählter Mitglieder des NASA Astronaut Corps am Kennedy Space Center in Florida während sie für Space-Shuttle-Missionen trainieren und sie durchführen. Die Serie legt dabei den Schwerpunkt auf das persönliche Leben der Personen. Hauptdarsteller der Fernsehserie ist Corbin Bernsen als USAF-Colonel Henry J. „Bull“ Eckert, ein erfahrener Astronaut der zu einem frühen Zeitpunkt der Fernsehserie Leiter des Astronautentrainings wird, aber später die Büroleitung übernimmt.

## Hintergrund
Die Serie legt ihren Schwerpunkt auf ihre Authentizität und wurde in und um Cape Canaveral in Florida gefilmt. Der frühere Astronaut Buzz Aldrin diente dabei als technischer Berater. In den Vereinigten Staaten wurde sie erstmals am 9. September 1996 ausgestrahlt, in Deutschland hatte sie am 22. August 1997 auf RTL II ihre Premiere.

## Auszeichnungen
Die Komponisten John Debney und Louis Febre gewannen im Jahr 1997 den Emmy für ihre Musik in der Fernsehserie.
Die Fernsehserie wurde 1997 auch in den Kategorien Outstanding Sound Editing For A Series und Outstanding Main Title Music for a series nominiert.